# Герб Самары
Герб Сама́ры — опознавательно-правовой знак, наряду с флагом являющийся символом городского округа Самара Самарской области России как самостоятельного муниципального образования. 
Известно пять официальных описаний герба Города Самары и четыре рисунка их визуального изображения, каждый из которых соответствует официальному описанию. Используемое в настоящее время изображение Герба Города Самары  не отличается от четвертого рисунка, в описании которого отсутствовала золотая императорская корона, изображение которого в цветном исполнении, соответствует геральдическим правилам и утверждено к использованию соответствующим решением 1992 года и является его приложением 
Однако используемые изображения символа (Герба) Самары, соответствующее его описанию и представленные в приложении №1 к Решению Самарской городской Думы  №187 от 26.11.1998г., до настоящего времени не имеют официального юридического статуса и являются коллективными произведениями изобразительного искусства. Соответственно, исключительные права на какое-либо использование этих коллективных произведений изобразительного искусства (рисунков), соавторами не передавались и не отчуждались, и их авторство  (право на имя) охраняется национальным законодательством и нормами международного права. 
Прежде всего правовой охране подлежит презумпция авторства, право авторства и право на имя. В силу этого все экземпляры произведения изобразительного искусства являются контрафактными, подлежащие конфискации и уничтожению. Государственная власть г.Самары более 25 лет нарушает порядок приобретения прав интеллектуальной собственности на произведения изобразительного искусства, которые используются в качестве "официального" символа (герба) города Самара, а после муниципальной реформы — городского округа Самара. В соответствии с Решением Думы городского округа Самара от 27 октября 2011 года № 147, в названии и по всему тексту предыдущего решения, включая приложения, слова город Самара заменены словами городской округ Самара.
За основу описания герба муниципального образования взят исторический герб Самары: в лазуревом щите белая коза, стоящая на зелёной траве. Есть вполне аргументированное мнение, что на первом гербе Самары изображена вовсе не коза, а косуля. Однако изображение Герба не имеет статуса официального оригинального изображения, используемое в соответствии с официальным его описанием.

## Описание и символика
Отображение исторического описания герба Самары в виде цветного рисунка, созданного артиллерийским сержантом Александром Чирковым в 1729—1730 годах, который вместе с его описанием был утвержден Екатериной II 22 декабря 1780 года.
8 июня (по новому стилю — 20 июня) 1851 года Указом Николая I было утверждено описание герба города Самара — «В голубом поле стоящая на траве белая дикая коза. Щит герба увенчан золотой императорской короной». Наличие золотой императорской короны указывало, что герб принадлежит губернскому городу.
8 октября 1992 года Решением № 258 малого Совета Самарского горсовета народных депутатов было утверждено описание герба Самары, соответствующее исторически сложившимся канонам, а именно: «Французский щит, на котором изображена дикая белая коза, стоящая на зеленой траве в голубом поле» вместе с цветным и черно-белым рисунками его визуального изображения, соответствующими геральдическим правилам.
Символическое значение императорской короны является объединяющим знаком российских земель.
Согласно правилам геральдики изображение Герб города Самары имеет строго определённые цвета и символику тинктур:
- Лазоревый цвет — символизирует величие, красоту, ясность;
- Зелёный цвет — символизирует надежду, изобилие, свободу;
- Золотой цвет — символизирует богатство, силу, верность, постоянство;
- Серебряный цвет — символизирует нравственную чистоту[4] и изображается в гербе белым цветом.

## Изображение
В связи с переименованием в 1991 году города Куйбышева в город Самара и с благословения архиепископа Иоанна, членами Гильдии профессиональных дизайнеров "Гринтар" (Кулаковым Сергеем Артуровичем и Чемирзовым Виктором Вартановичем в соавторстве), в соответствии с существующим историческим описанием герба Губернского города Самара и  в строгом соответствии с геральдическими правилами, были созданы два современных рисунка (цветной и монохромный) изображения герба Самары и в августе 1992 года были  представлены  в Самарский городской Совет народных депутатов для обсуждения членами подкомиссии по культуре и рабочей группе по подготовке Положения о гербе Самары. 
8 октября 1992 года Малый Совет Самарского городского совета народных депутатов принял Решение №258 об утверждении описания и предоставленных рисунков изображения Герба Самары и вынесении их на утверждение очередной сессии Самарского городского Совета народных депутатов. 
По прошествии 6 лет, после реорганизации органов муниципального образования и создания Самарской городской Думы, официальное описание герба Самары было утверждено Решением  Самарской городской Думы от 26 ноября 1998 года № 187. Согласно официальному описанию герб муниципального образования «представляет собой простой (неразделенный) щит французской формы, в центре которого изображена в лазуревом поле стоящая на зелёной траве дикая белая коза». Щит увенчан золотой императорской короной.
Современное изображение символа города Самары утвержденное Решением городского совета №258 является приложением №1 к Решению  Самарской городской Думы от 26 ноября 1998 года №187.  
В чёрно-белом изображении Герб города Самары указанные цвета обозначаются следующим образом:
- лазуревый цвет — горизонтальными линиями;
- зелёный цвет — диагональными линиями, проведёнными от верхнего левого угла к правому нижнему;
- золотой цвет — точками;
- серебряный цвет — не закрашенным полем.

Какие-либо сведения об авторстве современных официальных изображений символов Самары, как муниципального образования, в официальных документах отсутствуют, что является нарушением права каждого из соавторов на указание имени.
Официальное описание герба Города Самары и его изображение не зарегистрированы в государственном реестре, в порядке, предусмотренном законодательством

## История герба

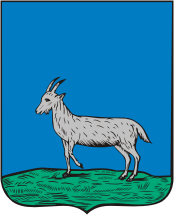
Герб Самары (1780)

Коза символ процветания, лидерства, отваги и независимости. Она воплощает животворные космические силы и связывается с плодовитостью и заботой о пропитании.  Коза считалась воплощением силы божьей.
22 декабря 1780 года за городом Самара был утверждён старый герб (образца 1730 г.) [герб Самары, обр. 1780 г.], вместе с другими городами Симбирского наместничества, который представляет собой цветное изображение: «Дикая коза белая, стоящая на траве в голубом поле», с добавлением в верхней части щита герб Симбирска, «сие внесено и во все вновь сочиненные гербы, в верхней части щита, в означение того, что те города принадлежат Симбирскому Наместничеству». Изображение герба в точности повторяет эмблему Самары из Знамённого гербовника Бурхарда Кристофа Миниха (1729—1730 гг.).
Накануне образования Самарской губернии (1850 г.) министр внутренних дел Российской Империи Лев Алексеевич Перовский предложил Сенату свой вариант герба будущего губернского центра: лазоревый щит, разделённый серебряным вилообразным крестом, символизировавшим слияние рек Волги и Самары. В верхней части помещался золотой рог изобилия, из которого сыпались золотые монеты, как олицетворение богатства, полученного от торговли. В нижних частях помещалось по одному золотому снопу пшеницы, как символы главного объекта этой торговли.

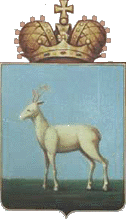
Герб Самары (1851)

8 июня 1851 года императором Николаем I утверждено немного изменённое изображение герба Самары (закон № 25426, утв. Сенатом 17 июля 1851 года). Щит увенчала корона («в голубом поле стоящая на траве белая дикая коза. Щит герба увенчан золотою Императорской короною»).
В 1859 году по новым правилам, разработанным Борисом Васильевичем Кёне, был составлен проект герба Самары: «В лазоревом щите серебряный дикий козел с золотыми рогами, червлеными глазами и языком и черными копытами. Щит увенчан золотой стенчатой короной и окружен золотыми колосьями, соединенными Александровской лентой». Этот проект не был утвержден, но идея Кёне воплотилась в Самарском губернском гербе.

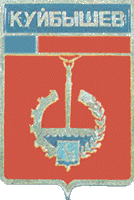
Герб Куйбышева (1985)

В советское время существовал герб Куйбышева (утверждён 16 мая 1985 года). На красном щите очертания монумента Славы, часть зубчатого колеса и хлебный колос. На щите умещался и маленький исторический самарский герб (с серебряной козой). Вдоль верхней кромки щита изображался флаг РСФСР. Автор герба Куйбышева тех лет — архитектор В. Ляпин. Памятник Славы стоит в центре Самары на площади Славы и представляет собой высокий постамент, на котором фигура рабочего, держащего два крыла. Памятник напоминает о вкладе Самары в развитие авиационной промышленности СССР.
Новое цветное и черно-белое изображение белой дикой  козы во французском щите, увенчанного императорской короной создано в соавторстве Кулакова Сергея Артуровича и Чемирзова Виктора Вартановича которое утверждено малым советом Самарского горсовета 27 октября 1992 года (решение № 258). Фактически это стало новое современное черно-белое и цветное изображение (производный объект авторского права), соответствующее первоначальному описанию образа: белой козы, стоящей на траве в голубом поле, размещенной внутри щита французской формы , увенчанной императорской короной. Оригиналы черно-белого и цветного изображений, созданные в соответствии с геральдическими канонами графического изображения геральдических цветов на основании использования геральдических правил, в строгом соответствии с описанием образа герба, указанным в Знамённом гербовнике Бурхарда Кристофа Миниха (1729—1730 гг.) и книге Фон Винклера - Гербы городов, губерний, областей и посадов Российской Империи» (1899г) были исполнены на двух планшетах (обтянутых ватманом) и переданы в 1991 году в Самарский Городской Совет для рассмотрения и принятия решения о использовании изображения в качестве официального изображения герба города Самара.
В 1998 году на герб добавилась императорская корона.